# Alexander Samuelson
Alexander Samuelson, né le 4 janvier 1862 dans la paroisse de Kareby (sv), à Kungälv, et mort en 1934 dans l'Indiana aux États-Unis, est un ingénieur en verrerie d'origine suédoise.
Après avoir travaillé à la verrerie (sv) de Surte, près de Göteborg, il émigre aux États-Unis en 1883.

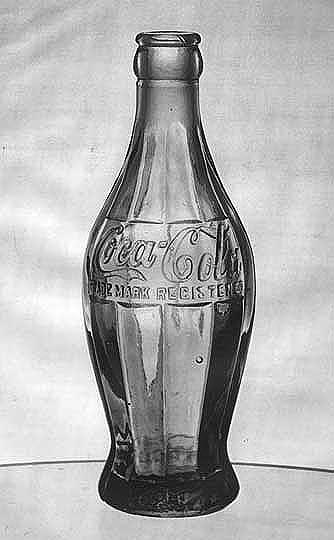
La bouteille 1915 de Coca-Cola.

Le nom de Samuelson figure sur le brevet de la bouteille de Coca-Cola 1915, mise sur le marché en 1916 et rapidement devenue une icône de la marque Coca-Cola. Cependant, il était cadre supérieur dans la Chapman Root Bottling Company, et cette dernière affirme que le véritable concepteur de la bouteille est en fait Earl R. Dean (en).
Le design original s'inspire des fèves de cacao, et présente des formes beaucoup plus arrondies que la bouteille finalement produite. Elle est facile à prendre en main et ne se brise pas lorsqu'on la jette. Les premières versions existaient en verre bleu, vert ou transparent.